# Jon Apezetxea
Jon Apezetxea Ruiz, llamado Apezetxea (nacido en Goizueta, Navarra, 12 de abril de 1988), es un pelotari español de pelota vasca en la modalidad de mano.
Paso a profesionales tras ser campeón en aficionados del GRAVN, de Euskal Herria y de España, todo ello en 2005.
Ya en profesionales en su palmarés destaca el subcampeonato del 4 1/2 de 2ª categoría en 2006.